# تریر انگلیسی قدیمی
تریر انگلیسی قدیمی (به انگلیسی: Old English Terrier)، نام یکی از نژادهای سگ است که خاستگاه آن به انگلستان بازمی‌گردد.